# Miasteczko Śląskie
Miasteczko Śląskie est une ville de la voïvodie de Silésie et du powiat de Tarnowskie Góry. Elle couvre une superficie de 68,3 km2

## Histoire
À partir de 1818, Georgenberg fait partie de l'arrondissement de Beuthen, puis de l'arrondissement de Tarnowitz de 1873 à 1922.